# Staurodesmus convergens
Staurodesmus convergens  là một loài Song tinh tảo trong họ Desmidiaceae, thuộc chi Staurodesmus.